# 157 pr. n. št.

## Rojstva
- Marij, rimski vojskovodja
- Sanatruk Partski, veliki kralj Partskega cesarstva, vladal približno od leta 77 do 70 pr. n. št. († 70 pr. n. št.)